# Familia rodante
Familia rodante és una pel·lícula argentina de comèdia i drama de l'any 2004. Va ser dirigida per Pablo Trapero, qui també va escriure el guió. Es va estrenar el 30 de setembre de 2004.

## Argument
Emilia, l'àvia de 84 anys d'una família (Graciana Chironi), és triada com a padrina d'una neboda que no coneix, en unes noces a realitzar-se en el Nord argentí. Per a complir amb la tasca, la família s'embarcarà en un viatge en carretera a bord d'una casa rodant Chevrolet Viking de 1958 fins a un poble a la frontera amb el Brasil. Durant aquest viatge, diferents conflictes emergeixen entre els integrants de la família.

## Repartiment
- Graciana Chironi com Emilia
- Ruth Dobel com Claudia
- Nicolás López com Matías
- Federico Esquerro com Claudio

## Producción
El guió havia estat escrit per Pablo Trapero per a la seva àvia, qui també actua en la pel·lícula, 8 anys abans de la realització d'aquesta.
La pel·lícula es va filmar sobre la casa rodant en la qual se centra l'acció, al llarg de 1400 quilòmetres sobre les rutes argentines. Va comptar amb un equip de 70 tècnics i actors. Les escenes interiors es van filmar en una casa rodant del mateix model a la mostrada en les escenes d'exteriors, només que amb parets desmuntables.
La producció va estar centrada, per a les escenes filmades al Nord argentí, en la localitat de San Javier (Misiones), més precisament en el Regiment de l'Exèrcit Argentí.

## Premis
| Premi                                           | Categoria                                           | Nominats         | Resultat  | Ref   |
| ----------------------------------------------- | --------------------------------------------------- | ---------------- | --------- | ----- |
| Còndor de Plata                                 | Revelació femenina                                  | Graciana Chironi | Nominat   | [ 3 ] |
| Festival Internacional de Cinema de Chicago     | Millor pel·lícula                                   | Pablo Trapero    | Nominat   | [ 4 ] |
| Festival Internacional de Cinema de Gijón       | Millor Actriu                                       | Graciana Chironi | Guanyador | [ 4 ] |
| Festival Internacional de Cinema de Gijón       | Millor Director                                     | Pablo Trapero    | Guanyador | [ 4 ] |
| Festival Internacional de Cinema de Gijón       | Premi Principat d'Astúries al Millor Llargometratge | Pablo Trapero    | Nominat   | [ 4 ] |
| Festival Internacional de Cinema de Guadalajara | Premio FIPRESCI                                     | Pablo Trapero    | Guanyador | [ 4 ] |
| Festival de Cinema de Lima                      | Mejor Actriz                                        | Liliana Capurro  | Guanyador | [ 4 ] |
| Mostra Internacional de Cinema de São Paulo     | Millor pel·lícula                                   | Pablo Trapero    | Nominat   | [ 4 ] |
| Mostra Internacional de Cinema de Venècia       | Millor pel·lícula                                   | Pablo Trapero    | Nominat   | [ 4 ] |